# ويليام سمنر
وليام غراهام سمنر  (بالإنجليزية: William Graham Sumner)‏ عالم أمريكي؛ ولد في 1840 وتوفي في 1910 وهو من أهم علماء الاجتماع الأمريكيين، ترأس جمعية علم الاجتماع الأمريكية بعد (ليستر وارد) أول رئيس لها.
درّس سمنر علوم الاجتماع في جامعة ييل، حيث شغل منصب أول أستاذ في هذ الاختصاص في البلاد، وكان أحد المعلمين الأكثر تأثيرًا في ييل والجامعات الرئيسية الأخرى، وكتب كثيرًا في مجال العلوم الاجتماعية، فألف العديد من الكتب والمقالات حول التاريخ الأمريكي، والتاريخ الاقتصادي، والنظرية السياسية، وعلم الاجتماع وعلم الإنسان، وناصر مبدأ عدم التدخل في الاقتصاد، والأسواق الحرة، والغطاء الذهبي، وتبنى مصطلح «الاستعراقية» لتحديد جذور الإمبريالية، والتي عارضها بشدة، وكناطق ضدها، ناصر ما سمّاه «الشخص المنسي» من الطبقة الوسطى، وكان له أثر طويل الأمد على الفلسفة المحافظة في الولايات المتحدة.

## سيرة ذاتية
كتب سمنر مسودة لسيرته الذاتية لرابع سجلّات دفعة عام 1863 في كلية ييل، وفي عام 1925، نشر الموقر هاريس إ. ستار، من دفعة عام 1910 في قسم علم اللاهوت في ييل، السيرة الذاتية الكاملة والأولى لسمنر، ومن ثم نشر بروس كورتيس ثاني سيرة ذاتية كاملة له عام 1981، واقتبس مؤلفون آخرون معلومات عن حياة سمنر.

### النشأة وتعليمه
وُلد سمنر في باترسون، نيوجيرسي، في 30 أكتوبر عام 1840، وكان أبوه، توماس سمنر، قد وُلد في إنكلترا وهاجر إلى الولايات المتحدة عام 1836، وُلدت أمه، سارة غراهام، في إنكلترا أيضا، وأحضرها والداها إلى الولايات المتحدة عام 1825، وتوفيت عندما كان ويليام في الثامنة من عمره.
كتب سمنر عن تقديره الكبير لوالده، مشيرًا إلى أن «مبادئه وعاداته كانت أفضل ما يمكن» وقال عن نفسه أنه قبل من الآخرين آراءً ووجهات نظر تختلف عن تلك الخاصة بوالده، لكنه كتب بعد ذلك أنه «في الوقت الحالي، يؤيد والده فيما يتعلق بتلك الأمور، وليس الآخرين» علمًا أنه لم يحدد ماهية تلك الأمور.
تعلّم سمنر في مدارس عامة في هارتفورد، وبعد تخرجه، عمل لسنتين موظفًا في متجر قبل التحاقه بكلية ييل التي تخرج منها عام 1962، وأحرز سجلًا مبهرًا فيها كطالب ومتحدث، وانتُخب في سنته الأولى في جمعية فاي بيتا كابا، وجمعية الجمجمة والعظام السرية في سنته الأخيرة.
تجنّب سمنر تجنيده للقتال في الحرب الأهلية الأمريكية بدفعه بدلًا قدره 250 دولارًا أمريكيًا، قدمه له صديقه، سمح له ذلك إلى جانب الأموال التي قدمها له والده وأصدقاؤه بالسفر إلى أوروبا لإكمال تعليمه، فقضى عامه الأول في جامعة جنيف يدرس اللاتينية والعبرية، والتحق في السنتين التاليتين بجامعة غوتنغن ليدرس اللغات القديمة، والتاريخ والعلوم الإنجيلية، فبالمحصلة، درس سمنر خلال تعليمه الرسمي العبرية، واليونانية، واللاتينية، والفرنسية، والألمانية، وبعد منتصف عمره، تعلّم بذاته، إضافة إلى ما سبق، الهولندية، والإسبانية، والبرتغالية، والإيطالية، والروسية، والبولندية، والدنماركية، والسويدية.
وفي مايو عام 1866، ارتاد جامعة أوكسفورد لدراسة علم اللاهوت، حيث زرع هنري توماس باكل بذور علم الاجتماع في ذهنه، بيد أن كان لهربرت سبنسر «التأثير المهيمن على فكر سمنر».

### مدرّس ورجل دين وأستاذ
باستثناء عمله لفترة محددة كرجل دين، قضى سمنر مسيرته المهنية بأكملها في ييل.
انتُخب سمنر أثناء دراسته في أوكسفورد مدرسًا لرياضيات، وعُيّن محاضرًا في اليونانية في ييل، ابتداءً من سبتمبر عام 1867.
في 27 كانون الأول/ديسمبر من العام ذاته، رُسّم سمنر شماسًا للكنيسة الأسقفية في كنيسة الثالوث في نيو هافن، وفي مارس عام 1869، استقال من منصبه كمدرس في ييل ليصبح مساعدًا لكاهن كنيسة كالفاري الأسقفية في مانهاتن، وفي تموز/يوليو من العام  ذاته، رُسّم سمنر قسًا.
أصبح سمنر كاهنًا لكنيسة المخلّص في موريستاون في نيوجيرسي منذ سبتمبر عام 1870 وحتى سبتمبر لعام 1872، وفي 17 أبريل عام 1871، تزوج جيني وايتمور إيليوت، ابنة هنري اتش. إليوت من مدينة نيويورك، وأنجبا ثلاثة صِبية: توفي أحدهم في طفولته، وأصبح إيليوت (ييل 1896) ضابطًا في سكة حديد بنسلفانيا، وغراهام (ييل 1897) محاميًا في مدينة نيويورك.
كتب روبيرت بيرشتيد أن سمنر كان يعظ بخطبتين كل أحد في كنيسة المخلّص، وكانت خطبه «تركز دومًا على الفضائل البيوريتانية للعمل الكادح، والاعتماد على الذات، ونكران الذات، والتوفير، والتعقّل والمثابرة،» وعلاوة على ذلك، أشار بيرشتيد إلى أنه «قد يُقال أن سمنر قضى حياته بأكملها وهو يعظ خطبًا»، ومع ذلك، فإنه «فضّل الصف على المنبر»، لذا ترك الكهنوت وعاد لييل عام 1972 «كأستاذ في العلوم السياسية والاجتماعية» حتى تقاعده عام 1909، وكان سمنر أول من أعطى مقررًا تعليميًا بعنوان «علم الاجتماع» في أمريكا الشمالية.
لا توجد معلومات إضافية حول ما ألهم سمنر ليتبع سر الكهنوت، سوى ما قاله أثناء ترسيمه بأنه اعتقد أنه «استُدعي بحق» للكهنوت.
لم يفصح سمنر، علنًا على الأقل، عن أسباب تركه للكهنوت، ولكنه يشير إلى جانب بعض المؤرخين إلى أن السبب قد يكون فقدان الاعتقاد و/أو النظرة الواهنة للكنيسة ورجال الدين فيها.

### تقاعده ووفاته
ساءت صحة سمنر عام 1890، وتداعت بشدة بعد تقاعده عام 1909، وفي ديسمبر من ذاك العام، بينما كان في نيويورك ليلقي خطابه الرئاسي للجمعية الاجتماعية الأمريكية، قاسى سمنر السكتة الشللية الثالثة والقاتلة، فتوفي في 12 أبريل من عام 1910 في مستشفى إيغلوود في نيوجيرسي.
قضى سمنر معظم مسيرته المهنية مشهرًا لما اعتبره أخطاء في المجتمع، ومجادلًا يكتب، ويدرّس ويتحدث معارضًا هذه الأخطاء، وبالرغم من جهوده، انتهت مسيرته المهنية بالتشاؤم من المستقبل، إذ قال سمنر: «عشت أفضل فترة من تاريخ هذا البلد، أما الأجيال القادمة فستشهد حروبًا وكوراث اجتماعية».

## معاداته للإمبريالية
عارض سمنر، مثل العديد من الليبراليين الكلاسيكيين في ذاك الزمن، بمن فيهم إدوارد أتكينسون، ومورفيلد ستوري وغروفر كليفلاند، الحرب الإسبانية-الأمريكية والجهود الأمريكية تباعًا لقمع التمرد في الفلبين، وكان نائب رئيس الرابطة المناهضة للامبريالية التي كانت قد تشكلت بعد الحرب لمعارضة ضم المناطق، وفي عام 1899 ألقى خطابًا بعنوان «غزو إسبانيا للولايات المتحدة» أمام جمعية فاي بيتا كابا في جامعة ييل، وانتقد الامبريالية فيما عدّه البعض «أكثر أعماله ديمومة»، باعتبارها خيانة لأفضل التقاليد، والمبادئ والمصالح للشعب الأمريكي، ومخالفة لما تأسست عليه أمريكا كدولة مساواة «تسود فيها العدالة والقانون في وسط البساطة»، وأشار سمنر إلى أن الامبريالية ستمجّد مجموعة جديدة من «البلوطوقراطيين» أو رجال الأعمال الذين اعتمدوا على الإعانات والعقود الحكومية.

## مسيرته كعالم اجتماع
كعالم اجتماع، تضمنت إنجازات سمنر الرئيسية تطوير مفاهيم الانتشار، والعادات الشعبية، والاستعراقية، وقد أدت أبحاثه عن العادات الشعبية إلى استنتاجه أن محاولات الإصلاح المفوضة من قبل الحكومة عديمة الفائدة.

## سمنر والدارونية الاجتماعية
تأثر ويليام غراهام سمنر بالعديد من الأفكار والأشخاص أمثال هيربيرت سبينسر، وأدى ذلك إلى ربطه بالدراونية الاجتماعية.
في عام 1881، كتب سمنر مقالة بعنوان علم الاجتماع، ركز فيها على الرابط بين علمي الاجتماع والأحياء، وأوضح أن هناك جانبين لصراع الإنسان من أجل البقاء، أولهما هو «الصراع من أجل الوجود»، والذي يتمثل بالعلاقة بين الإنسان والطبيعة، وثانيهما «التنافس على الحياة»، والذي يمكن تعريفه كالعلاقة بين الإنسان والإنسان الآخر، ويُعتبر الأول علاقة بيولوجية مع الطبيعة، أما الثاني فهو رابط اجتماعي، وهنا يأتي علم الاجتماع، فسوف يصارع الإنسان الطبيعة ليحصل على حاجاته الأساسية مثل الطعام أو الماء، وسيخلق ذلك في المقابل صراعًا مع أقرانه من أجل الحصول على هذه الحاجات من موارد محدودة.

## أعماله
- أشهر مؤلفاته بلا شك كتاب «العادات الشعبية Folkwayes» الصادر عام 1906، وبرغم أن الكتاب نشر في هذا التوقيت إلا أن ذلك لايعبر الا عن أنه ينتمي بحكم ما طرح ودون فيه من آراء إلى علم اجتماع القرن التاسع عشر لأنه يستند إلى محاضرات ألقيت على مدى سنوات طويلة سابقة.
- وقد كان سمنر يعتبر كتاب«العادات الشعبية» قسما اوليا أو مقدمة في مؤلف ضخم بعنوان «علم دراسة المجتمع» كان قد بدأه عام

1872 ولكنه لم يكتب له الإتمام فلم يتمه على نحو ما أرتأى.
- وكان سمنر يتطلع بنظرة كعالم إلى المجتمع كنسق من القوى التي تخضع لقوانين معينة ؛ ومهمة عالم الاجتماع هي دراسة هذه القوانين، وعلى الإنسان أن يستجيب للقوانين الطبيعية ويطيعها، وكان لزاما وواجبا تعلم هذه القوانين وإطاعتها.
- وقد نشرت في عام 1934 مجموعة من المقالات لسمنر مما يعد شاهدا على أن العناية بآرائه كانت محل اهتمام في الأوساط العلمية حتى بعد موته بسنوات طويلة.

## روابط خارجية
- ويليام سمنر على موقع الموسوعة البريطانية (الإنجليزية)
- ويليام سمنر على موقع إن إن دي بي (الإنجليزية)